# HD 166640
HD 166640，又名BD+36 3039，SAO 66703、HR 6807，是一颗恒星，视星等为5.58，位于銀經63.27，銀緯23.56，其B1900.0坐标为赤經18h 6m 30.1s，赤緯+36° 23.56′ 46″。